# Гудилин, Владимир Владимирович
Владимир Владимирович Гудилин (р. 1960) — российский художник-постановщик.

## Биография
Владимир Гудилин родился 26 февраля 1960 года в городе Ельце, в Липецкой области. В 1980 Владимир успешно окончил Московское художественно-промышленное училище имени М. И. Калинина по специальности «Мастер ручного ковроткачества». С 1983 по 1985 год учился на художественно-графическом факультете Московского педагогического института. В 1991 году окончил художественный факультет ВГИКа. Персональная выставка: «Условие любви» («Музей кино», 1998; совм. с Л. Ротарем). Член Союза Художников и Союза Кинематографистов.

## Признание и награды
- Лауреат премии «Ника» (1997) за фильм «Карьера Артуро Уи. Новая версия».
- Премия «Золотой овен» (2000) за фильм «Романовы. Венценосная семья».
- Лауреат премии «Ника» (2009) за фильм «Стиляги»
- Лауреат премии «Ника» (2012) за фильм «Жила-была одна баба»
- Лауреат премии «Белый слон» за фильм Жила-была одна баба"

## Фильмография
- 1992 — Хэлп ми
- 1996 — Научная секция пилотов
- 1996 — Карьера Артуро Уи. Новая версия
- 2000 — Романовы. Венценосная семья
- 2000 — Репете
- 2002 — Любовник 2003 — Темная лошадка
- 2004 — Мой сводный брат Франкенштейн
- 2005 — Дура
- 2005 — Граф Монте-Негро
- 2007 — Тиски 2007 — Каменская-4
- 2008 — Стиляги
- 2011 — Жила-была одна баба
- 2012 — Август восьмого
- 2013 — Географ глобус пропил
- 2013 — Оттепель
- 2014 — Бесы
- 2017 — Большой

## Призы и награды
- Лауреат премии «Ника» (1996) за фильм «Карьера Артуро Уи. Новая версия».
- Премия «Золотой Овен» за фильм «Романовы. Венценосная семья».
- Приз CHICAGO INTERNATIONAL FILM FESTIVAL"Best Art Direction" за фильм «Стиляги» (2009)
- Премия «Ника-2012» в номинации Лучшая работа художника («Жила-была одна баба»).